# Agrilus brevicornis
Agrilus brevicornis es una especie de insecto del género Agrilus, familia Buprestidae, orden Coleoptera.
Fue descrita científicamente por Guérin-Méneville, 1840.